# 徐石雪

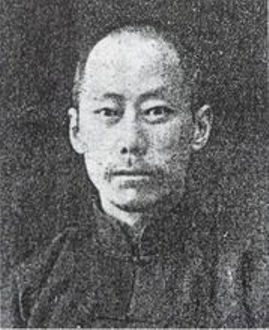

徐石雪（1880年—1957年），名宗浩，字养吾，号石雪，以号行。江苏常州人，中华民国、中华人民共和国画家、书法家、篆刻家、文物收藏家、诗人。

## 生平
徐石雪祖籍江苏常州，久居北京。清朝光绪六年（1880年）生。1920年5月，中国画学研究会成立，发起人有金城、周肇祥、陈师曾、贺良朴、萧愻、陈汉第、徐宗浩、徐燕荪、吴镜汀、陶瑢等20多人，宗旨为“精研古法、博采新知”。徐宗浩获聘为研究会评议，为会员讲授学书的方法。1926年会长金城去世，副会长周肇祥与金城长子金开藩争会长，经公选后，周肇祥接任会长，陈半丁、徐宗浩任副会长。
1956年，中華人民共和國第一个书法组织——中國書法研究社在北京成立，陳雲誥任社長，副社长为张伯驹、溥雪斋、徐石雪。
1953年，徐石雪及家属向故宫博物院捐赠元朝顾安绘《幽篁秀石图》轴1件、趙孟頫《淮云院记》册1件（11开）、赵孟頫《高峰和尚行状》卷等12件文物。1957年，徐石雪逝世。逝世后，家属遵其遗嘱，将家藏的绘画、法书、碑帖等文物五百多件捐赠故宫博物院。

## 著作
徐石雪在国画上工山水、兰竹，著有《竹谱》。徐石雪也工诗，著有《石雪诗草》。